# Robert C. James
Robert Clarke James, häufig zitiert als Robert C. James oder R. C. James, (* 30. Juli 1918 in Bloomington, Indiana; † 28. Juni 2003) war ein US-amerikanischer Mathematiker, der sich mit Funktionalanalysis beschäftigte.

## Biografie
James promovierte 1946 bei Aristotle Demetrius Michal am California Institute of Technology ( Orthogonality in Normal Linear Spaces). Danach war er ein Jahr als Benjamin Peirce Fellow an der Harvard University, anschließend Professor am Haverford College. 1962/63 war er am Institute for Advanced Study. Danach war er Gründungsvorstand des mathematischen Instituts des Harvey Mudd College sowie der mathematischen Fakultät der Claremont Graduate University in Claremont (Kalifornien).
James konstruierte wichtige Gegenbeispiele in der Theorie der Banachräume (James-Raum 1951, James-Baum-Raum u. a.), charakterisierte Reflexivität für Banachräume mit unbedingter Schauderbasis und bewies das nach ihm benannte Kompaktheitskriterium von James.
Mit seinem Vater Glenn James (1882–1961), Professor an der UCLA, der als Herausgeber des Mathematics Magazine bekannt war, schrieb er ein Mathematiklexikon.
Er ist Ehrendoktor der Kent State University, Mitglied der American Association for the Advancement of Science und der Federation of American Scientists.

## Schriften
- mit Glenn James: Mathematics Dictionary. 5. Auflage, Chapman and Hall 1992. Die erste Auflage (bei der Robert James assistierte) erschien 1942, die erste Auflage bei van Nostrand 1949, später war auch Edwin F. Beckenbach wesentlich an der Herausgabe beteiligt
- R. C. James: A Non-Reflexive Banach Space Isometric With Its Second Conjugate Space. In: Proceedings of the National Academy of Sciences. Band 37, Nummer 3, März 1951, S. 174–177, PMID 16588998, PMC 1063327 (freier Volltext).
- Bases in Banach spaces. In: American Mathematical Monthly. Band 89, 1982, S. 625–640
- Structure of Banach spaces: Radon-Nikodym and other properties. In: F. McAuley, M. M. Rao (Herausgeber): General Topology and Modern Analysis. Academic Press 1981, S. 347